# Tony Thielemans
Pour les articles homonymes, voir Thielemans.
 (août 2020).
Si vous disposez d'ouvrages ou d'articles de référence ou si vous connaissez des sites web de qualité traitant du thème abordé ici, merci de compléter l'article en donnant les références utiles à sa vérifiabilité et en les liant à la section « Notes et références ».
Tony Thielemans, né en 1937, 6e dan d’aïkido (合気道) et 4e dan de judo (柔道), dont l'enseignement descend en ligne directe de Julien Naessens, est un des premiers enseignants responsables de la propagation de l'aïkido en Belgique.

## Biographie
Tony Thielemans est né le 17 février 1937 à Berchem Sainte Agathe (Bruxelles). Le 23 avril 1954, il entreprend l'étude des arts martiaux au dojo du judo club de Laeken. Le professeur était M. Julien Naessens, élève de Maître Jean de Herdt, 4e dan, plusieurs fois champion de France et d’Europe, et qui était lui-même disciple du Maître Mikinosuke Kawaishi, 7e dan, fondateur du judo en France. Il fonde, le 4 janvier 1959, le cercle Yama Arashi qui devint, cinquante ans plus tard, en 2009, l'École Royale d'Arts Martiaux Yama Arashi Budokan. Il devient professeur professionnel en avril 1961. Il crée, en août 1965, l' Association Belge d'Aïkido, Kendo et Arts Martiaux qui deviendra par la suite l' Association Belge d'Arts Martiaux Japonais, fédération nationale reconnue. Il assume de mars 1969 à août 1971 la présidence du Collège National des Ceintures Noires de Belgique. Il fut membre, durant de nombreuses années, des commissions pédagogiques A.D.E.P.S. judo et aikido. Il occupa également la vice-présidence de la chambre professorale de budo, reconnue par le conseil d'état. Il organise, en janvier 1967, l'hatsu geiko européen de kendo avec la participation de la France, la Hollande, la Grande-Bretagne et la Suède et l’À.B.A.K.A.M. est reconnue par l' European Kendo Renmei comme étant l'organisation officielle pour la diffusion du kendo en Belgique. Il est aussi l'auteur, en 1967, d'un ouvrage sur l'aïkido et le kendo qui fut un véritable best-seller dans le domaine des arts martiaux. Lors de séjours au Japon, il fut reçu au Kodokan, à l'Aïki-Kai, au Yoshin-Kan, au dojo impérial, etc. Il suivit l'enseignement des Maîtres Tadashi Abe, Masamichi Noro, Nobuyoshi Tamura, Tsutomu Akiyama, André Nocquet, Hiroo Mochizuki, Aritomo Murashige, Kotaro Hokage, Harada, Oshima, Morioka, Nakakura, Kenshiro Abe, etc. Il forma de très nombreuses ceintures noires dont plusieurs donnent cours tant en Belgique qu'à l'étranger où il donna plusieurs stages (Grande-Bretagne, Hollande et France).